# ليون هيس
ليون هيس (بالإنجليزية: Leon Hess)‏ هو شخصية أعمال أمريكي، ولد في 13 مارس 1914 في اسبيري بارك في الولايات المتحدة، وتوفي في 7 مايو 1999 في نيويورك في الولايات المتحدة.